# Pablo Virgilio Siongco David
Pablo Virgilio Siongco David (Betis, 2 marzo 1959) è un cardinale e vescovo cattolico filippino, dal 14 ottobre 2015 vescovo di Kalookan.

## Biografia
Pablo Virgilio Siongco David è nato a Betis, nella municipalità di Guagua, il 2 marzo 1959.

### Formazione e ministero sacerdotale
Ha frequentato le scuole secondarie presso il seminario minore "Madre di Dio" e ha studiato filosofia all'Università Ateneo de Manila di Quezon City e teologia presso la Loyola School of Theology dello stesso ateneo.
Il 12 marzo 1983 è stato ordinato presbitero per l'arcidiocesi di San Fernando da monsignor Oscar Valero Cruz. In seguito è stato vicario parrocchiale per un anno e direttore del seminario minore "Madre di Dio" fino al 1986. Nel 1986 è stato inviato all'estero per studi. Ha conseguito la licenza e poi il dottorato in sacra teologia presso l'Università Cattolica di Lovanio e il diploma all'École biblique et archéologique française di Gerusalemme. Tornato in patria ha svolto diversi ruoli di direzione ed insegnamento nell'équipe educativa del seminario arcidiocesano. Nel 2002 è diventato direttore del Dipartimento di teologia del seminario, continuando ad insegnare Sacra Scrittura. Nel medesimo anno è stato eletto vicepresidente dell'Associazione dei biblisti cattolici delle Filippine e vicepresidente dell'Archidiocesan Media Apostolate Networks.

### Ministero episcopale

Stemma di monsignor David come vescovo ausiliare di San Fernando.

Stemma di monsignor David come vescovo di Kalookan prima di essere creato cardinale.

Stemma di monsignor David con le sue attuali armi personali.

Il 27 maggio 2006 papa Benedetto XVI lo ha nominato vescovo ausiliare di San Fernando e titolare di Guardialfiera. Ha ricevuto l'ordinazione episcopale il 26 settembre successivo dal cardinale Gaudencio Borbon Rosales, arcivescovo metropolita di Manila, co-consacranti l'arcivescovo metropolita di San Fernando Paciano Basilio Aniceto e quello di Jaro Angel Nacorda Lagdameo.
Ha partecipato alla XII assemblea generale ordinaria del Sinodo dei vescovi che ha avuto luogo nella Città del Vaticano dal 5 al 26 ottobre 2008 sul tema "La Parola di Dio nella vita e nella missione della Chiesa".
Nel novembre del 2010 ha compiuto la visita ad limina.
Il 14 ottobre 2015 papa Francesco lo ha nominato vescovo di Kalookan. Ha preso possesso della diocesi 2 gennaio successivo.
L'8 luglio 2017 è stato eletto vicepresidente della Conferenza dei vescovi cattolici delle Filippine. Il 1º dicembre successivo è entrato in carica ufficialmente.
Nel maggio del 2019 ha compiuto una seconda visita ad limina.
L'8 luglio 2021, nell'ambito della plenaria di due giorni dei 130 vescovi filippini, è stato eletto presidente della Conferenza dei vescovi cattolici delle Filippine. Il 1º dicembre successivo è entrato in carica ufficialmente.
In seno alla stessa in precedenza è stato presidente della commissione per l'apostolato biblico, membro del consiglio permanente e presidente della commissione sulle comunicazioni sociali.
È noto per essere un critico delle violazioni dei diritti umani commessi nell'ambito della guerra alla droga promossa dal presidente Rodrigo Duterte.
Il 1º dicembre 2021 ha ricevuto un doctorate in humanities honoris causa dalla Holy Angel University di Angel.
È autore, a livello sia accademico che divulgativo, di diverse pubblicazioni sulla Sacra Scrittura ed è considerato uno dei maggiori esperti di studi biblici del paese.

### Cardinalato
Come annunciato dopo la preghiera dell'Angelus del 6 ottobre 2024, papa Francesco lo ha creato cardinale di Santa Romana Chiesa nel concistoro del 7 dicembre 2024 assegnandogli il titolo della Trasfigurazione di Nostro Signore Gesù Cristo. Sarà il decimo filippino ad essere elevato al cardinalato, il terzo filippino ad essere nominato cardinale da Papa Francesco e primo cardinale della diocesi cattolica romana di Kalookan.
Dal 1º gennaio 2025 è vicepresidente della Federazione delle conferenze episcopali dell'Asia.
L'11 gennaio 2025 è stato nominato membro del Dicastero per la dottrina della fede.

## Genealogia episcopale e successione apostolica
La genealogia episcopale è:
- Cardinale Scipione Rebiba
- Cardinale Giulio Antonio Santori
- Cardinale Girolamo Bernerio, O.P.
- Arcivescovo Galeazzo Sanvitale
- Cardinale Ludovico Ludovisi
- Cardinale Luigi Caetani
- Cardinale Ulderico Carpegna
- Cardinale Paluzzo Paluzzi Altieri degli Albertoni
- Papa Benedetto XIII
- Papa Benedetto XIV
- Papa Clemente XIII
- Cardinale Marcantonio Colonna
- Cardinale Giacinto Sigismondo Gerdil, B.
- Cardinale Giulio Maria della Somaglia
- Cardinale Carlo Odescalchi, S.I.
- Cardinale Costantino Patrizi Naro
- Cardinale Lucido Maria Parocchi
- Papa Pio X
- Cardinale Gaetano De Lai
- Cardinale Raffaele Carlo Rossi, O.C.D.
- Cardinale Amleto Giovanni Cicognani
- Arcivescovo Bruno Torpigliani
- Cardinale Gaudencio Borbon Rosales
- Cardinale Pablo Virgilio Siongco David

La successione apostolica è:
- Vescovo Euginius Longakit Cañete, M.J. (2024)